# Ruína de Pedra (Sítio do Morro)
Ruína de Pedra do Sítio do Morro são os alicerces de pedra de uma antiga casa de moinho hidráulico construído por volta de 1620 e 1625 na então Vila de Santana de Parnaíba.

## História
A benfeitoria pertenceu ao português Antonio Furtado de Vasconcellos produtor de trigo, que em seu testamento legou para sua esposa Benta Dias que era filha da fundadora da cidade Suzana Dias e irmã de André Fernandes.
O local foi redescoberto em 2013, e pelas ruínas é possível identificar que no local foi construído um equipamento de grande porte para moagem de grãos. Santana de Parnaíba possuia os maiores trigais da Capitania de São Vicente no século XVII.